# Leichtathletik-Weltmeisterschaften 1997/400 m Hürden der Frauen
Der 400-Meter-Hürdenlauf der Frauen bei den Leichtathletik-Weltmeisterschaften 1997 wurde vom 5. bis 8. August 1997 im Olympiastadion der griechischen Hauptstadt Athen ausgetragen.
Weltmeisterin wurde die Marokkanerin Nezha Bidouane, die im Halbfinale und Finale jeweils einen neuen Afrikarekord aufstellte. Den zweiten Platz belegte die jamaikanische Olympiasiegerin von 1996 und WM-Dritte von 1995 Deon Hemmings, die am Schlusstag dieser Weltmeisterschaften noch Bronze mit der 4-mal-400-Meter-Staffel ihres Landes errang. Dritte wurde die US-amerikanische Titelverteidigerin, Olympiazweite von 1996 und Weltrekordinhaberin Kim Batten. Für sie gab es am Schlusstag außerdem noch Silber mit ihrer 4-mal-400-Meter-Staffel.

## Bestehende Rekorde
| Weltrekord               | 52,61 s | Kim Batten | WM 1995 in Göteborg, Schweden | 11. August 1995 |
| Weltmeisterschaftsrekord | 52,61 s | Kim Batten | WM 1995 in Göteborg, Schweden | 11. August 1995 |

Der bestehende WM-Rekord wurde bei diesen Weltmeisterschaften nicht eingestellt und nicht verbessert.
Es wurden zwei Kontinentalrekorde und fünf weitere Landesrekorde aufgestellt:
- Kontinentalrekorde:
  - 53,48 s (Afrikarekord) – Nezha Bidouane (Marokko), 2. Halbfinale am 6. August
  - 52,97 s (Afrikarekord) – Nezha Bidouane (Marokko), Finale am 8. August
- Landesrekorde:
  - 54,84 s – Ester Goossens (Niederlande), 1. Vorlauf am 5. August
  - 54,61 s – Susan Smith (Irland), 3. Vorlauf am 5. August
  - 54,02 s – Tetjana Tereschtschuk (Ukraine), 1. Halbfinale am 6. August
  - 54,74 s – Andrea Blackett (Barbados), 2. Halbfinale am 6. August
  - 53,81 s – Tetjana Tereschtschuk (Ukraine), Finale am 6. August

## Vorrunde
5. August 1997, 17:35 Uhr
Die Vorrunde wurde in vier Läufen durchgeführt. Die ersten vier Athletinnen pro Lauf – hellblau unterlegt – sowie die darüber hinaus vier zeitschnellsten Läuferinnen – hellgrün unterlegt – qualifizierten sich für das Viertelfinale.

### Vorlauf 1
5. August 1997, 8:35 Uhr
| Platz | Name                 | Nation         | Zeit        |
| ----- | -------------------- | -------------- | ----------- |
| 1     | Deon Hemmings        | Jamaika        | 054,42 s    |
| 2     | Sally Gunnell        | Großbritannien | 054,53 s    |
| 3     | Ester Goossens       | Niederlande    | 054,84 s NR |
| 4     | Andrea Blackett      | Barbados       | 055,26 s    |
| 5     | Tazzjana Ljadouskaja | Belarus        | 056,88 s    |
| 6     | Rebecca Buchanan     | USA            | 057,79 s    |
| 7     | Christína Panágou    | Griechenland   | 1:01,14 min |

### Vorlauf 2
5. August 1997, 8:41 Uhr
| Platz | Name                  | Nation                | Zeit        |
| ----- | --------------------- | --------------------- | ----------- |
| 1     | Tetjana Tereschtschuk | Ukraine               | 55,18 s     |
| 2     | Tonja Buford-Bailey   | USA                   | 55,25 s     |
| 3     | Anna Knoros           | Russland              | 55,34 s     |
| 4     | Miriam Alonso         | Spanien               | 55,57 s     |
| 5     | Guðrún Arnardóttir    | Island                | 55,76 s     |
| 6     | Donalda Duprey        | Kanada                | 56,73 s     |
| 7     | Inicia da Fonseca     | São Tomé und Príncipe | 1:01,39 min |

### Vorlauf 3

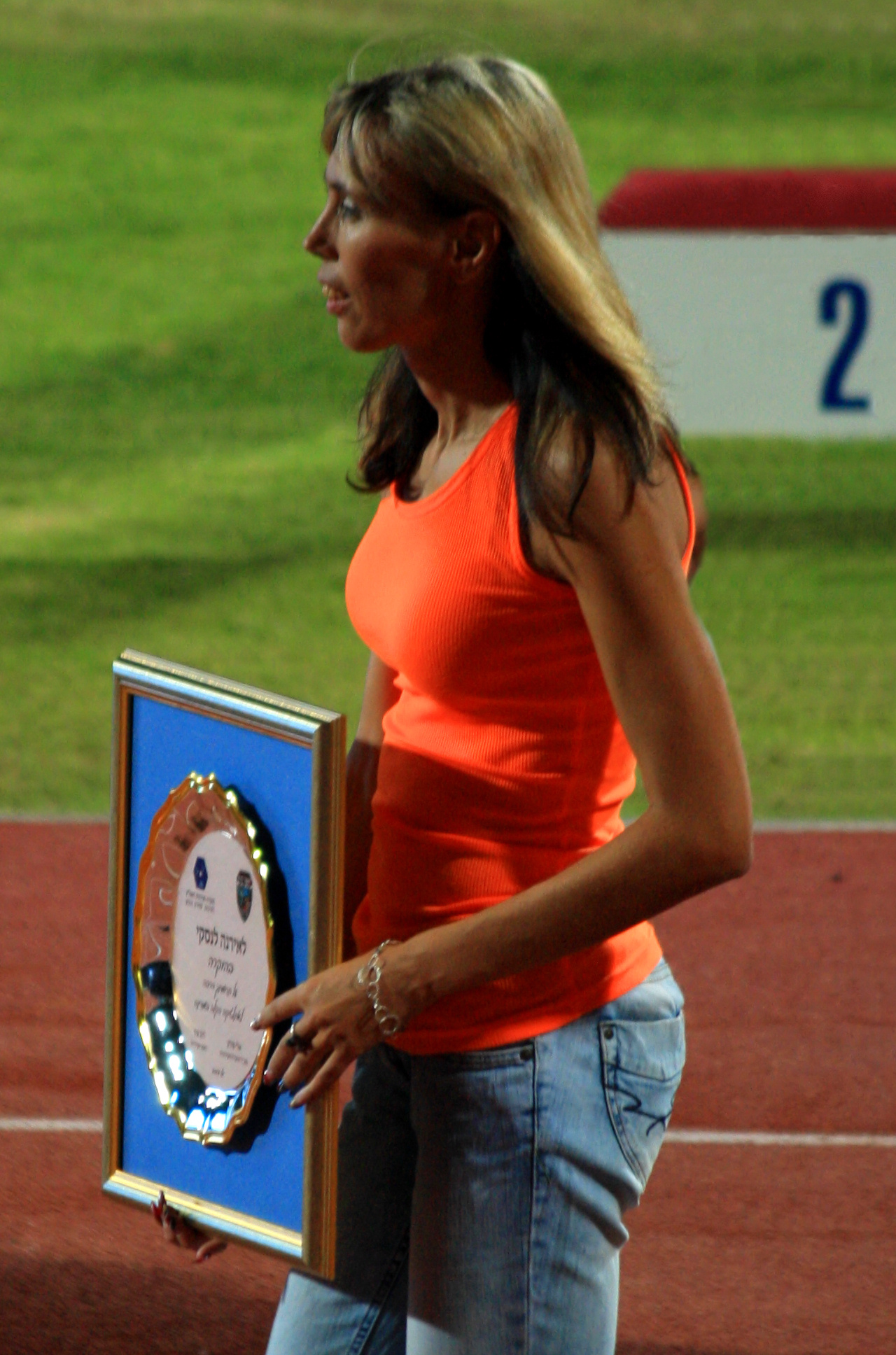
Irina Lenskiy (hier im Jahr 2013) verpasste die Halbfinalteilnahme um einen Rang

5. August 1997, 8:47 Uhr
| Platz | Name                  | Nation   | Zeit       |
| ----- | --------------------- | -------- | ---------- |
| 1     | Kim Batten            | USA      | 54,56 s    |
| 2     | Susan Smith           | Irland   | 54,61 s NR |
| 3     | Jekaterina Bachwalowa | Russland | 55,08 s    |
| 4     | Karlene Haughton      | Jamaika  | 55,27 s    |
| 5     | Judit Szekeres        | Ungarn   | 55,99 s    |
| 6     | Carla Barbarino       | Italien  | 57,05 s    |
| 7     | Rikke Rønholt         | Dänemark | 57,26 s    |

### Vorlauf 4
5. August 1997, 8:53 Uhr
| Platz | Name               | Nation      | Zeit    |
| ----- | ------------------ | ----------- | ------- |
| 1     | Nezha Bidouane     | Marokko     | 55,53 s |
| 2     | Silvia Rieger      | Deutschland | 55,63 s |
| 3     | Debbie-Ann Parris  | Jamaika     | 55,84 s |
| 4     | Irina Lenskiy      | Ukraine     | 56,05 s |
| 5     | Natalija Torschina | Kasachstan  | 55,64 s |
| 6     | Ryan Tolbert       | USA         | 55,67 s |

## Halbfinale
Aus den beiden Halbfinalläufen qualifizierten sich die jeweils ersten vier Athletinnen – hellblau unterlegt – für das Finale.

### Halbfinallauf 1
6. August 1997, 19:50 Uhr
| Platz | Name                  | Nation      | Zeit (s) |
| ----- | --------------------- | ----------- | -------- |
| 1     | Kim Batten            | USA         | 53,67    |
| 2     | Tetjana Tereschtschuk | Ukraine     | 54,02 NR |
| 3     | Debbie-Ann Parris     | Jamaika     | 54,72    |
| 4     | Susan Smith           | Irland      | 54,72    |
| 5     | Jekaterina Bachwalowa | Russland    | 55,02    |
| 6     | Silvia Rieger         | Deutschland | 55,08    |
| 7     | Karlene Haughton      | Jamaika     | 55,33    |
| 8     | Miriam Alonso         | Spanien     | 55,49    |

### Halbfinallauf 2

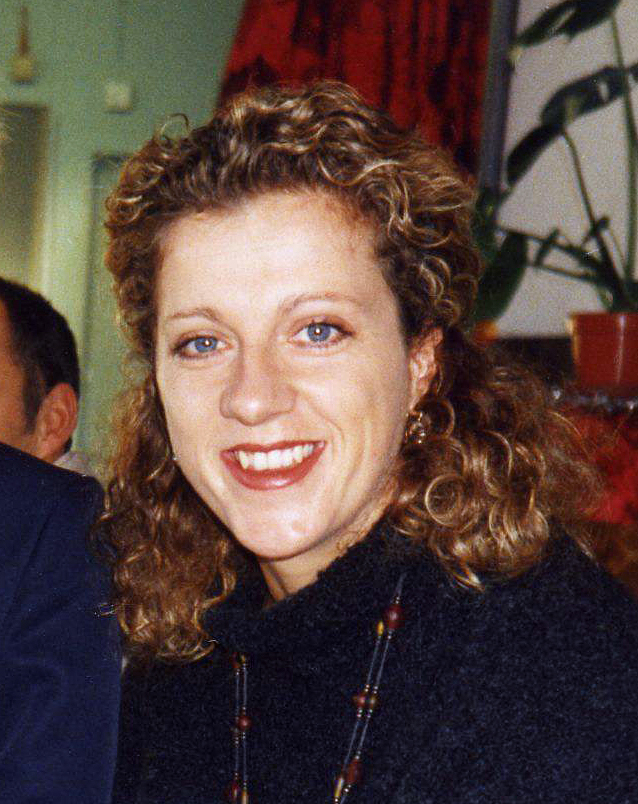
Sally Gunnell, 1992 Olympiasiegerin, 1993 Weltmeisterin und 1991 Vizeweltmeisterin, trat zu ihrem Halbfinalrennen nicht an

6. August 1997, 19:58 Uhr
| Platz | Name                | Nation         | Zeit (s) |
| ----- | ------------------- | -------------- | -------- |
| 1     | Nezha Bidouane      | Marokko        | 53,48 AF |
| 2     | Deon Hemmings       | Jamaika        | 53,82    |
| 3     | Tonja Buford-Bailey | USA            | 54,48    |
| 4     | Andrea Blackett     | Barbados       | 54,74 NR |
| 5     | Guðrún Arnardóttir  | Island         | 54,93    |
| 6     | Anna Knoros         | Russland       | 55,28    |
| 7     | Ester Goossens      | Niederlande    | 56,17    |
| DNS   | Sally Gunnell       | Großbritannien |          |

## Finale

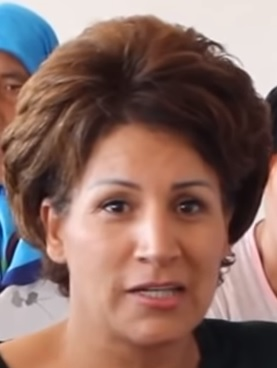
Weltmeisterin mit Afrikarekord: Nezha Bidouane

8. August 1997, 20:00 Uhr
| Platz | Name                  | Nation   | Zeit (s) |
| ----- | --------------------- | -------- | -------- |
| 1     | Nezha Bidouane        | Marokko  | 52,97 AF |
| 2     | Deon Hemmings         | Jamaika  | 53,09    |
| 3     | Kim Batten            | USA      | 53,52    |
| 4     | Tetjana Tereschtschuk | Ukraine  | 53,81 NR |
| 5     | Debbie-Ann Parris     | Jamaika  | 54,19    |
| 6     | Tonja Buford-Bailey   | USA      | 54,77    |
| 7     | Susan Smith           | Irland   | 55,25    |
| 8     | Andrea Blackett       | Barbados | 55,63    |

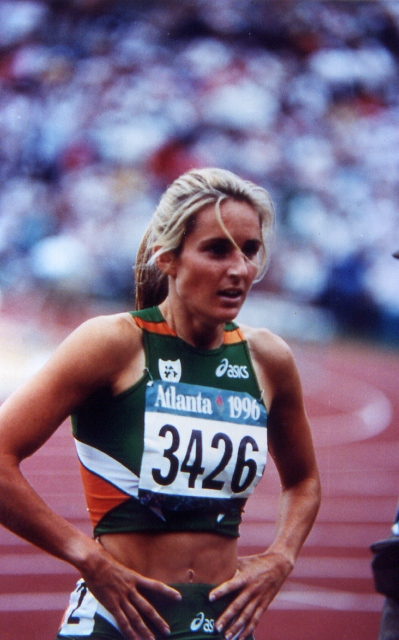
Susan Smith kam auf den siebten Platz
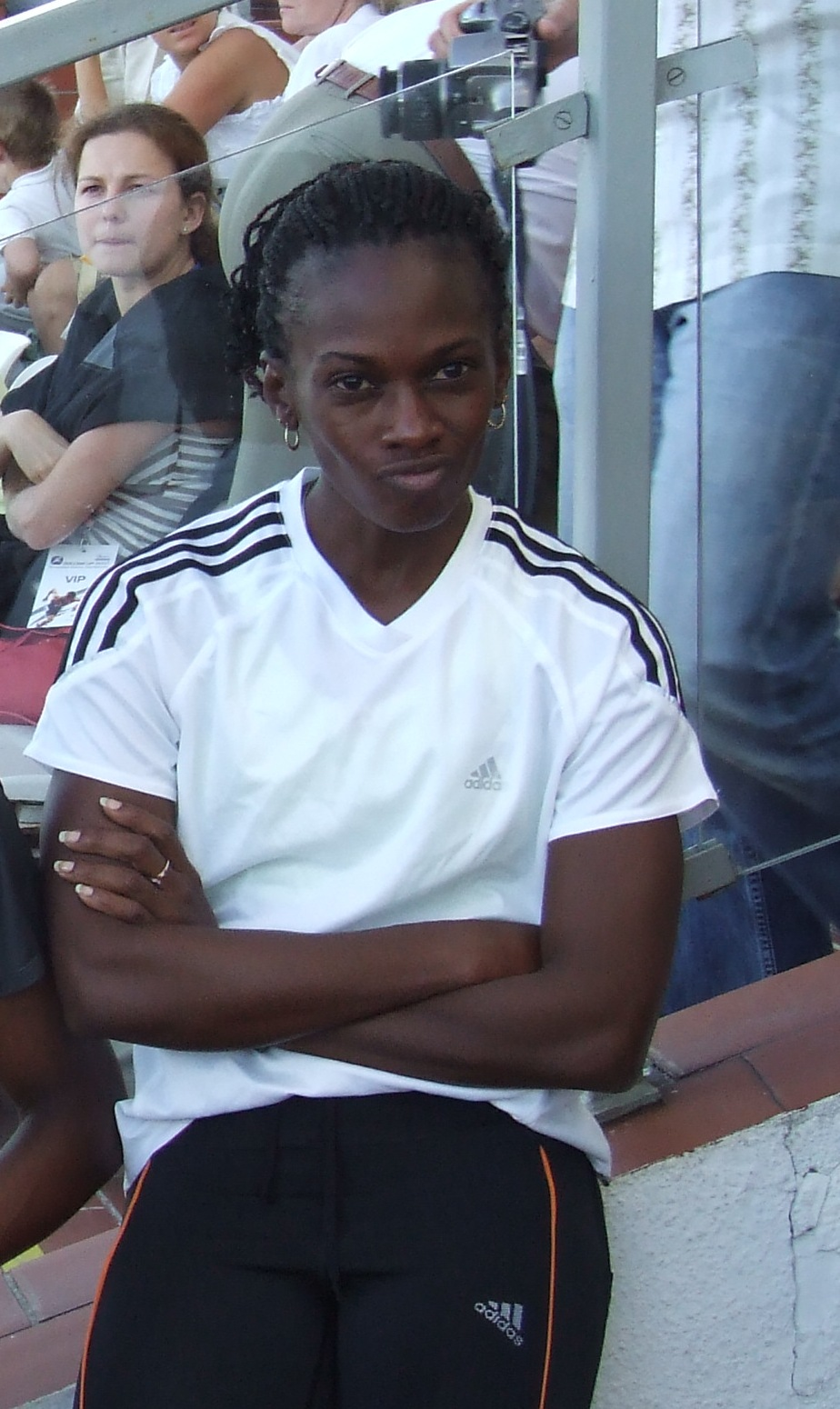
Rang acht für Andrea Blackett

## Video
- 1997 World Championships Women’s 400 Metres Hurdles nezha bidouane, Video veröffentlicht am 10. März 2010 auf youtube.com, abgerufen am 3. Juli 2020